# Tabanus boueti
Tabanus boueti är en tvåvingeart som beskrevs av Surcouf 1907. Tabanus boueti ingår i släktet Tabanus och familjen bromsar. Inga underarter finns listade i Catalogue of Life.